# Antoine Laa
Pour les articles homonymes, voir Laa (homonymie).
Antoine Laa est un homme politique français né le 13 février 1748 à Oloron-Sainte-Marie (Pyrénées-Atlantiques) et mort le 6 avril 1821 au même lieu.

## Biographie
Juge au tribunal de district d'Oloron-Sainte-Marie, il est élu suppléant à la Convention et est admis à siéger le 8 août 1793. Il passe au Conseil des Cinq-Cents le 22 vendémiaire an IV et quitte le Conseil en l'an VII.